# Mamani

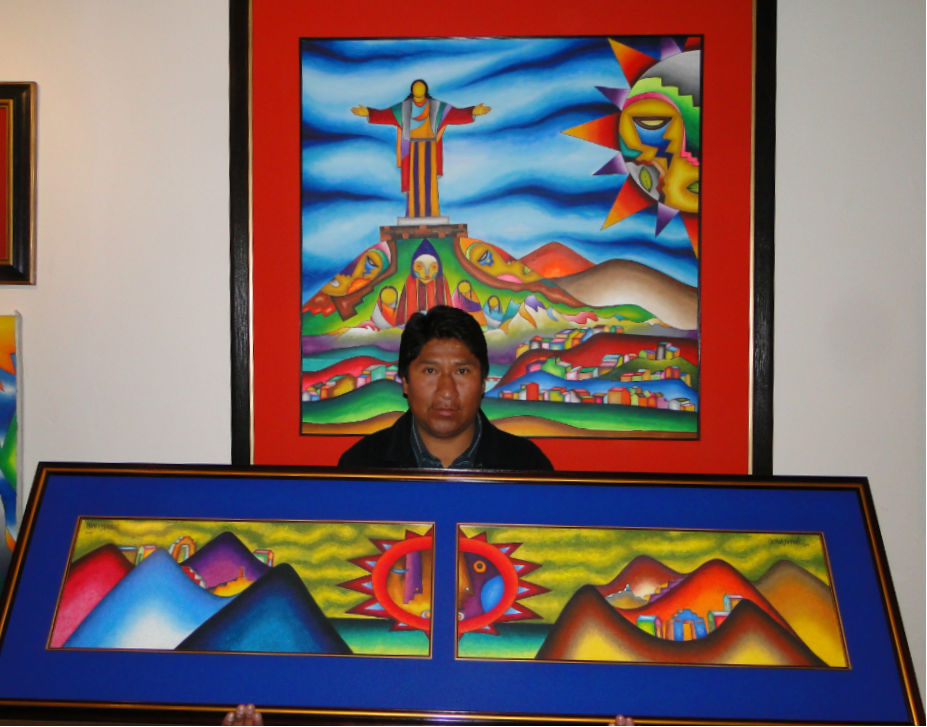
Roberto Mamani Mamani, artista aimara.

Mamani es un apellido de origen aimara, que significa "halcón". Es el apellido con mayores portadores en Bolivia. El origen del apellido Mamani es de la región del Collao, en las cercanías del lago Titicaca. Esta zona abarca el oeste de Bolivia, el sur del Perú, el norte de Chile y el noroeste de Argentina.

## Historia
El jesuita Ludovico Bertonio, uno de los primeros estudiosos del idioma aimara, indicó en el siglo XVII que Mamani significa "ave andina".